# 青山潤
青山 潤（あおやま じゅん、1967年2月23日 - ）は、日本の海洋生命科学研究者、エッセイスト。東京大学大気海洋研究所教授、東京大学国際沿岸海洋研究センター長。神奈川県横浜市生まれ。

## 人物・経歴
横浜生まれ。小学校は川崎で過ごし、中学から横浜に戻り、東海大学海洋学部水産学科卒業後、青年海外協力隊（平成1年度1次隊／ボリビア／養殖）としてチチカカ湖の養殖場で技術指導にあたった。帰国後、複数の大学院から門前払いを受けたため、東京大学大学院に進学し、1998年東京大学大学院農学生命科学研究科博士課程修了、博士（農学）。
東京大学海洋研究所行動生態研究室で、塚本勝巳の下、ウナギの研究に携わり、2004年東京大学海洋研究所助手。2007年東京大学海洋研究所助教。2008年東京大学海洋研究所特任准教授。2012年東京大学大気海洋研究所准教授。2014年から東京大学大気海洋研究所国際沿岸海洋研究センター教授として、岩手県大槌町に赴任。

## 受賞歴
- 農学会日本農学進歩賞 第3回（2004年）「DNAマーカーによるウナギ属魚類の系統解析と種査定法の開発」[11]
- 講談社エッセイ賞 第23回 （2007年）『アフリカにょろり旅』
- 酒飲み書店員大賞 第7回（2011年）『アフリカにょろり旅』講談社文庫版

## 著書
- 『アフリカにょろり旅』 講談社 2007年
- 『うなドン 南の楽園にょろり旅』 講談社 2011年
- 『にょろり旅・ザ・ファイナル 新種うなぎ発見へ、ロートル特殊部隊疾走す！』 講談社 2013年
- 『「学問」はこんなにおもしろい！』（木村草太,安田洋祐,松井剛と共著） 講談社 2014年